# Mont Abbott
Le mont Abbott est une montagne de 1 022 m d'altitude située à 8 km de la base italienne Mario-Zucchelli. C'est le point culminant des contreforts du Nord (Northern Foothills) une ligne de collines côtières, de la terre Victoria qui domine la baie Terra Nova en Antarctique.
Cette chaîne de collines a été cartographiée par l'équipe nord de l'expédition Terra Nova et le mont a été nommé en l'honneur du maître George P. Abbott de la Royal Navy membre de cette expédition britannique menée par Robert Falcon Scott de 1910 à 1913.
La montagne est un cône de scories basanitiques du « groupe volcanique de McMurdo » (province dite « de Melbourne »), daté de 0,628 ± 0,015 million d'années.